# جنون الحب (فلم هندي)
جنون الحب أو جنون القلب (باللغة الهندية दिल तो पागल है ،
Dil to Pagal Hai) هو فيلم هندي من إخراج ياش شوبرا، صدر في الهند عام 1997. من بطولة شاه روخ خان ، مادهوري ديكسيت ، كاريشما كابور. وقد حقق الفيلم نجاحاً منقطع النظير بالهند جعله يصبح في قائمة الأفلام الأكثر نجاحاً ورومانسية في شباك التذاكر الهندي.

## وصلات خارجية
- جنون الحب على موقع IMDb (الإنجليزية)
- جنون الحب على موقع روتن توميتوز (الإنجليزية)
- جنون الحب على موقع نتفليكس (الإنجليزية)
- جنون الحب على موقع ألو سيني (الفرنسية)
- جنون الحب على موقع أول موفي (الإنجليزية)
- جنون الحب على موقع فيلمافينيتي (الإسبانية)
- جنون الحب على موقع قاعدة بيانات الفيلم (الإنجليزية)
- جنون الحب على موقع ليتربوكسد (الإنجليزية)
- جنون الحب على موقع كينوبويسك (الروسية)